# Katedra rzymskokatolicka św. Patryka w Armagh
Katedra rzymskokatolicka św. Patryka w Armagh – katolicka katedra św. Patryka w mieście Armagh w Irlandii Północnej, zbudowana w latach 1840-1904 według projektu Thomasa Duffa i J.J. McCarthy’ego. Wzniesiona została aby zastąpić średniowieczną katedrę św. Patryka, która została przejęta przez anglikański Kościół Irlandii w czasie reformacji.
Jest siedzibą katolickiego arcybiskupa Armagh, Prymasa Całej Irlandii. Katedra stoi na wzgórzu, tak jak jej anglikański odpowiednik, i ma bliźniacze wieże.

## Wymiana wyposażenia
Około 1980 dokonano zmian przy ołtarzach głównych Cesare Aureliego, ambonie i lektorium Beakeya, chórze McDoreya i organach Telforda z 1875. Archidiecezja Armagh również usunęła marmurowy ołtarz główny, ołtarze boczne z ich nastawami ołtarzowymi, ambonę i balaski. 
Jednakże, postanowiono zrekonstruować wyposażenie z oryginalnej budowli. Historyczka architektury Jeanne Sheehy napisała o wymianie wyposażenia jako „zastąpieniu (...) wspaniałego neogotyckiego prezbiterium kawałami granitu i tabernakulum wyglądającym jak mikrofala”.
Katedra została po raz kolejny odnowiona w latach 2002–2003, zamieniono miejscami tabernakulum z tronem arcybiskupa. Remont objął również przywrócenie mosiężnych krat usuniętych w 1980, które zostały zespawane razem z kratami z przodu nastaw ołtarzowych kaplicy maryjnej McCarthy’ego; ułożono nową posadzkę w całym sanktuarium i dodano nowe tabernakulum w kaplicy Najświętszego Serca Jezusowego zaprojektowanej przez Ashlina i Colemana w 1904.

## Liturgia
Msza jest odprawiana w katedrze codziennie. W dni powszednie msze są odprawiane od poniedziałku do soboty o 10:00. W sobotę wieczorem, odprawiana jest msza z niedzieli o 19:00. W niedziele, msze są odprawiane o 9:00, 11:00 i 17:30. W święta kościelne msza jest odprawiana o 9:00 i 11:00. Spowiedzi odbywa się zazwyczaj przed i po sobotniej mszy o 19:00.

## Organy
Organy katedry w Armagh zostały pierwotnie zbudowane przez znanego organmistrza Williama Telforda w 1875. W 1987, organy zostały przebudowane, powiększone i rozbudowane dźwiękowo przez firmę Irish Organ Company Ltd., która również dostarczyła nowy tarasowy organowy stół gry. Odbudowane organy zostały zaprojektowane przez Johna Holmesa razem z organistą katedralnym Baronem George’em Minne'm jako konsultantem. Wszystkie stare piszczałki zostały przywrócone i zachowane. Organy mają teraz elementy w stylu angielskim, francuskim Cavaille-Coll i europejskim, dominującym dźwiękiem jest francuski. Organy mają obecnie cztery manuały i 74 rejestry (w tym łączniki i poszerzenia).